# Расстрел в Шарпевиле

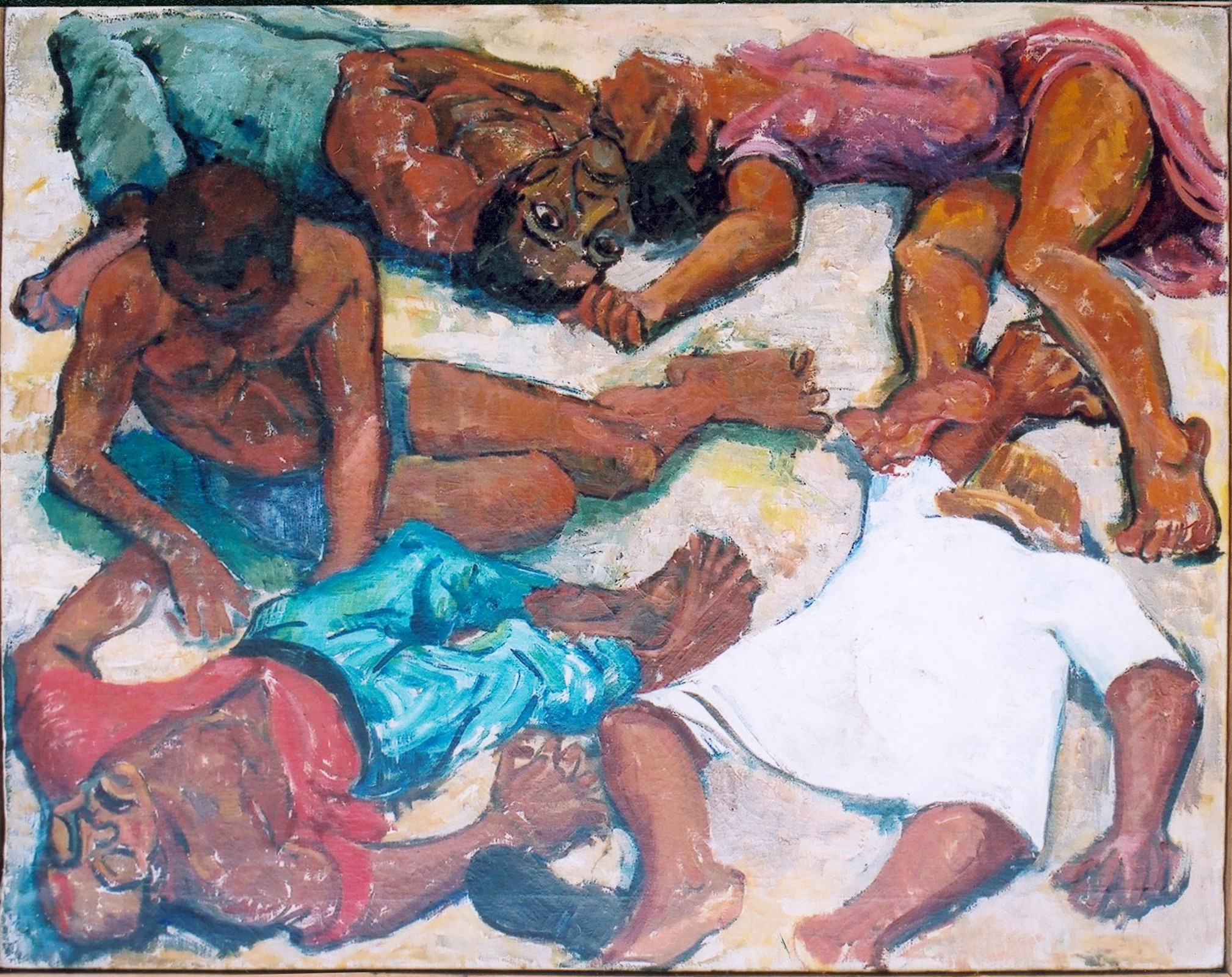
«Шарпевильский расстрел», картина Годфри Рубенса

Расстрел в Шарпевиле — расстрел мирной демонстрации протеста чернокожих в Южной Африке, в посёлке Шарпевиль, расположенном между городами Фандербейлпак и Феринихинг провинции Трансвааль (нынешний Гаутенг), происшедший 21 марта 1960 г.

## Предыстория
«Единый закон о туземцах в городских районах» 1945 года предусматривал для чернокожих жителей ЮАС целый ряд различных пропусков, содержащих информацию о зарегистрированном служебном контракте с нанимателем, и разрешающих поиск работы в определённом районе. В 1952 году был издан новый закон, озаглавленный «Об отмене закона о пропусках». Он принуждал каждого чернокожего мужчину, вне зависимости от того, должен ли он был носить ранее пропуск, всегда иметь при себе специальную учётную книжку, где указывались полное имя держателя, налоговый номер, разрешение на пребывание в городской зоне, разрешение на поиск работы в городе, разрешение Бюро труда, ежемесячно обновляемая подпись работодателя, подтверждавшего, что держатель продолжает быть его работником, а также некоторые другие данные. Ещё более неприятным, чем сама необходимость использования учётной книжки, было то, что её следовало предъявлять по требованию любого полицейского и ещё пятнадцати других категорий чиновников. Отказ предъявить книжку расценивался как правонарушение, за которое африканец мог быть заключён под стражу на срок до 30 суток, в течение которых полиция устанавливала его личность. В течение двенадцати месяцев, с 30 июня 1965 года по 30 июня 1966 года, за нарушение закона о пропусках было наказано не менее 479 114 африканцев. Во времена шарпевильского расстрела за подобные нарушения ежедневно заводилось около 1000 судебных дел. К 1966 году их количество возросло до 1300 в день. В 1960 году правительство ЮАС, впервые за всю историю страны, решило распространить действие закона о пропусках и на женщин.

## События
Африканский национальный конгресс (АНК) и Панафриканский конгресс (ПАК), боровшиеся против режима апартеида, решили провести акции протеста против закона о пропусках в марте 1960 г. Ранним утром 21 марта от 5000 до 7000 чернокожих пришли к зданию полицейского участка в Шарпевиле и предложили полицейским арестовать себя за отсутствие учётных книжек.

Эта демонстрация была рассеяна полицией при помощи слезоточивого газа и полицейских дубинок. Около шести десятков полицейских бросились преследовать разбегавшихся демонстрантов в глубь улиц. В полицейских полетели камни, один из них получил лёгкое ранение. Как утверждалось, со стороны чернокожих последовали выстрелы, и после этого полицейские открыли огонь, при этом никто не пострадал.
Затем посёлок облетела новость, что в течение дня кто-то из руководства полиции должен сделать заявление по поводу режима пропусков. В результате многие из тех, кто накануне принимал участие в демонстрации, стали стекаться к полицейскому участку в ожидании заявления. Толпа все время росла, при этом её существенную часть составляли женщины и дети. В 10 часов утра на низкой высоте поверх собравшейся толпы пронеслась эскадрилья самолётов, видимо, с целью запугать людей и заставить их разойтись. Но в ответ на это из толпы начали бросать камни в полицейских. После этого, около часа дня, полицейские задержали трёх лидеров протестующих. Толпа приблизилась к окружавшему полицейский участок забору и неожиданно по ней был открыт огонь.
69 человек, в том числе 8 женщин и 10 детей, были убиты, среди 180 раненых были 31 женщина и 19 детей. Полиция продолжала стрельбу даже после того, как люди бросились бежать: около 30 пуль попали в тела раненых и убитых спереди, но не менее 155 поразили их сзади. Все произошло в течение 40 секунд, за которые полиция сделала 705 выстрелов.

## Последствия
8 апреля генерал-губернатор ЮАС подписал Прокламацию о запрете АНК и ПАК, в результате чего обе они были вынуждены уйти в подполье, но не прекратили своей деятельности. 30 мая генерал-губернатор объявил о введении чрезвычайного положения, продлившегося до 31 августа 1960 года. В течение этого периода много известных оппозиционеров, среди которых были представители всех рас, подверглись задержаниям и внесудебному заключению. Около 20 тысяч чернокожих были задержаны для тщательных проверок, после проведения которых большая их часть была освобождена.
Отношение южноафриканского правительства к событиям в Шарпевиле наглядно демонстрирует реакция на гражданский иск, поданный в сентябре 1960 года от имени 224 человек, которые требовали возмещения ущерба, причинённого им во время шарпевильского расстрела. В следующем месяце министр юстиции объявил, что во время ближайшей парламентской сессии правительство представит законопроект, имеющий обратную силу и освобождающий всех государственных служащих от ответственности за любой вред, причинённый во время беспорядков ранее в этом году. Это было осуществлено путём принятия Закона 1961 года № 61 об освобождении от ответственности.
Расстрел безоружных демонстрантов вызвал возмущение во всем мире. 1 апреля 1960 Совет Безопасности ООН принял резолюцию № 134, осуждающую правительство ЮАС.
Лидеры движения против апартеида решили перейти к насильственным методам борьбы. Как сказал Нельсон Мандела на судебном процессе по его делу в октябре 1962 года, «правительство при помощи насилия добилось лишь одного — породило ответное насилие. Мы неоднократно предупреждали, что, постоянно прибегая к насилию, правительство будет вскармливать в этой стране ответное насилие до тех пор, если, конечно, в правящих кругах не начнёт просыпаться здравый смысл, пока наконец-то, противостояние между ними и моим народом не будет принудительно разрешено с помощью грубой силы».